# Ein ganzes halbes Jahr (Film)
Ein ganzes halbes Jahr (Originaltitel: Me Before You) ist ein US-amerikanischer Liebesfilm aus dem Jahr 2016, der auf dem gleichnamigen Roman von Jojo Moyes basiert. Regie führte die britische Theaterregisseurin Thea Sharrock, die mit dem Film ihr Debüt als Filmregisseurin hatte. Der Film zeigt Emilia Clarke und Sam Claflin in den Hauptrollen einer Betreuerin und deren Patienten, die sich ineinander verlieben.
In den Vereinigten Staaten erschien der Film am 3. Juni 2016, in Deutschland am 23. Juni 2016.

## Handlung
Der Film erzählt von der 26-jährigen Louisa Clark in Wales. Als sie ihre Anstellung als Kellnerin verliert, ist sie gezwungen, eine Stelle als Pflegehelferin anzunehmen. Sie soll sich um den im Rollstuhl sitzenden 31-jährigen Will Traynor kümmern, der von einem Motorrad angefahren wurde und seitdem querschnittsgelähmt ist. Gepflegt wird er von Nathan. Als Louisa die neue Arbeit beginnt, wird sie von Will zuerst sehr unfreundlich und kalt behandelt. Mit der Zeit wird Will jedoch aufgrund Louisas positiven Einflusses immer kommunikativer und offener. Louisa findet heraus, dass Will sich einige Monate vorher das Leben nehmen wollte. Wills Mutter Camilla hatte ihm damals seinen Wunsch auf Sterbehilfe verweigert. Nach dem Suizidversuch versprach sie ihm, seinen Wunsch zu gewähren, jedoch erst nach einer Frist von sechs Monaten, da sie ihm noch eine Chance geben wollte, sich umzuentscheiden. Louisa setzt nun alles daran, Will rechtzeitig zu zeigen, dass sein Leben lebenswert ist.
Die beiden unternehmen immer mehr zusammen. So nimmt Louisa ihn mit zu ihrer Geburtstagsfeier und stellt ihn ihren Eltern vor. Will fühlt sich immer mehr zu Louisa hingezogen und geht mit ihr auf die Hochzeit seiner Ex-Freundin Alicia. Dort tanzt er mit Louisa und erklärt ihr, dass sie mittlerweile der einzige Grund ist, warum er morgens aufsteht. Louisa überzeugt Will, mit ihr zusammen nach Mauritius zu reisen, wo Louisa Will erklärt, dass sie ihn liebt. Will ist gerührt und sagt Louisa, dass die Zeit zusammen mit ihr sehr besonders für ihn war. Da er es jedoch nicht ertragen kann, für den Rest seines Lebens im Rollstuhl zu sitzen, möchte er trotzdem sein Leben beenden. Dies verletzt Louisa sehr und sie redet für den Rest der Reise nicht mehr mit ihm.
Nach ihrer Rückkehr beendet Louisa ihre Arbeit bei Will, der nun in der Schweiz Sterbehilfe in Anspruch nehmen will. Will hatte Louisa im Urlaub erklärt, dass er sie gerne dabei haben würde, doch Louisa hatte dies abgelehnt, da sie es nicht ertragen würde. Nachdem Will und seine Eltern abgereist sind, entscheidet Louisa sich um und reist der Familie Traynor hinterher. Zwar kann sie Will nicht mehr von seinem Vorhaben abbringen, sie bleibt aber zusammen mit seinen Eltern bei ihm.
Nach seinem Tod befindet sich Louisa auf Wills Wunsch hin in Paris, wo sie einen Brief des Verstorbenen liest. Er hat Louisa eine große Erbschaft hinterlassen, mit der sie ihr Leben neu gestalten soll.

## Synchronisation
Die deutsche Fassung entstand bei der FFS Film- & Fernseh-Synchron GmbH in München. Das Dialogbuch schrieb Ursula von Langen, die auch die Regie bei den Sprachaufnahmen übernahm.
| Darsteller       | Rolle                  | Synchronsprecher         |
| ---------------- | ---------------------- | ------------------------ |
| Emilia Clarke    | Louisa Clark           | Gabrielle Pietermann     |
| Sam Claflin      | William Traynor        | Patrick Roche            |
| Janet McTeer     | Camilla Traynor        | Elisabeth Günther        |
| Charles Dance    | Steven Traynor         | Leon Rainer              |
| Brendan Coyle    | Bernard Clark          | Michael Iwannek          |
| Samantha Spiro   | Josie Clark            | Katharina Müller-Elmau   |
| Jenna Coleman    | Katrina „Treena“ Clark | Friederike Sipp          |
| Matthew Lewis    | Patrick                | Julian Manuel            |
| Ben Lloyd-Hughes | Rupert Freshwell       | Leonard Hohm             |
| Vanessa Kirby    | Alicia Dewar           | Jacqueline Belle         |
| Steve Peacocke   | Nathan                 | Patrick Schröder         |
| Joanna Lumley    | Mary Rawlinson         | Kerstin Sanders-Dornseif |
| Verity Marshall  | Anna                   | Shirin Lotze             |
| Eileen Dunwoddie | Café-Kundin            | Bettina Kenter           |
| Gabrielle Downey | Daphne                 | Astrid Polak             |
| Richard Goulding | Freddie Foster         | Alexander Brem           |
| Alan Breck       | Großvater John         | Klaus Münster            |
| Lily Travers     | Karen                  | Katharina Schwarzmaier   |
| Stephen Chance   | Michael Lawler         | Manfred Trilling         |
| Diane Morgan     | Sharon                 | Andrea Wick              |
| Muzz Khan        | Syed                   | Pascal Fligg             |
| Henri Charles    | Thomas Clark           | Dominik Schneider        |

## Hintergrund
Am 2. April 2014 wurde bekanntgegeben, dass die britische Theaterregisseurin Thea Sharrock die Regie für die Filmadaption zu Jojo Moyes’ Roman Ein ganzes halbes Jahr übernehmen würde.
Die Dreharbeiten fanden von April bis Ende Juni 2015 statt.
Der Kinostart des Films wurde mehrfach verschoben, bis er schließlich in den Vereinigten Staaten auf den 3. Juni 2016 gesetzt wurde. In Deutschland erschien der Film am 23. Juni 2016.
Gedreht wurde in Pembroke mit Pembroke Castle, Chenies Manor House, den Pinewood Studios und Sandown Park in Surrey. Drehorte außerhalb Großbritanniens waren in Puerto de Pollensa auf Mallorca, das im Film als Kulisse für Mauritius dient. Die Schlussszene entstand auf der Place Dauphine in Paris.

## Rezeption

### Kritiken
Der Film erhielt von Kritikern gemischte Bewertungen. Auf Rotten Tomatoes hält er eine Bewertung von 54 %, basierend auf 179 Kritiken.
Unter Menschen mit Behinderung sorgte der Film teilweise für negative Kritik, da viele von ihnen der Auffassung waren, der Film sage aus, dass behinderte Menschen eine Last für Familie und Freunde seien und für sie der Tod die einfachere Lösung sei. Ferner solle Suizid befürwortet werden, damit die Hinterbliebenen ihr Leben „in vollen Zügen“ ausleben können. Schnell verbreitete sich auf sozialen Medien das Hashtag #MeBeforeEuthanasia (deutsch: „Ich vor Euthanasie/Sterbehilfe“), welches an den englischsprachigen Titel des Films Me Before You (deutsch: „Ich vor dir“) anknüpft.
Die Filmbewertungsstelle Wiesbaden verlieh das Prädikat wertvoll. In der Jury-Begründung heißt es u. a.: „Ein ganzes halbes Jahr erzählt eine melodramatische Freundschafts- und Liebesgeschichte über alle Klassen- und Gesellschaftsschranken hinweg als charmantes Feel-Good-Movie mit Aschenputtel-Anlehnungen, das die Herzen der Zuschauer verzaubert.“

### Einspielergebnis
In den deutschen Kinos konnte der Film bislang über 2,3 Millionen Besucher verzeichnen und befindet sich damit auf Platz 11 der im Jahr 2016 gestarteten Filme (Stand 13. August 2017). Weltweit betrug das Einspielergebnis bei Produktionskosten von 20 Millionen Dollar rund 208 Millionen US-Dollar.

### Auszeichnungen
- 2017: People’s Choice Award in der Kategorie Lieblingsdramafilm

## Soundtrack
1. Numb von Max Jury
2. Happy With Me von Holychild
3. Unsteady (Erich Lee Gravity Remix) von X Ambassadors
4. Till The End von Jessie Ware
5. The Sound von The 1975
6. Surprise Yourself von Jack Garratt
7. Don’t Forget About Me von Cloves
8. Photograph von Ed Sheeran
9. Not Today von Imagine Dragons